# Quinti Cincinnat
Els Quinti Cincinnat (en llatí: Quinctii Cincinnati) fou una família romana d'origen patrici que formava part de la gens Quíntia i que portava el cognomen Cincinnat ('de cabells reülls'). Alguns membres de la gens Quíntia de cognomen desconegut segurament eren d'aquesta família.
Membres destacats de la família van ser:
- Luci Quinti Cincinnat, cònsol l'any 460 aC i model de virtut al final de la República.
  - Luci Quinti Cincinnat, tribú consular el 438 aC.
    - Luci Quinti Cincinnat, tribú consular el 386 aC, 385 i 377.
    - Gai Quinti Cincinnat, tribú consular el 377 aC.

  - Quint Quinti Cincinnat, tribú consular el 415 aC i 405.
    - Quint Quinti Cincinnat, tribú consular el 369 aC.

  - Tit Quinti Cincinnat Pennus, cònsol el 431 aC i el 428 aC.
    - Tit Quinti Cincinnat Capitolí, tribú consular el 388 aC i 384.
      - Tit Quinti Pennus Capitolí Crispí, cònsol el 354 aC, i ja sense el cognomen Cincinnat.
- Tit Quint Cincinnat Capitolí, tribú consular el 368 aC, tal vegada la mateixa persona que l'anterior.